# Aphytis acalcaratus
Aphytis acalcaratus är en stekelart som beskrevs av Ren Hui 1988. Aphytis acalcaratus ingår i släktet Aphytis och familjen växtlussteklar. Inga underarter finns listade i Catalogue of Life.